# Oberdorf (Langenargen)
Oberdorf ist ein Ortsteil der Gemeinde Langenargen im baden-württembergischen Bodenseekreis in Deutschland.

## Lage
Der Ortsteil Oberdorf liegt im Südosten des Bodenseekreises, rund fünfeinhalb Kilometer nordöstlich der Langenargener Ortsmitte im erweiterten Argental, nördlich der Bundesstraße 31 und östlich des Tettnanger Waldes.

## Geschichte
Im Jahr 769 wurde Oberdorf erstmals urkundlich erwähnt: damals übereignet ein Scalcomann seinen Besitz in „Operindorf“ dem Kloster in St. Gallen. Eine zweite Nennung ist für das Jahr 839 belegt, als Sigibret und Patacho ihren Besitz gegen solchen in Berlingen mit dem Kloster tauschten.
Im 13. und 14. Jahrhundert wechselten die Besitze unter anderem zwischen den Grafen von Bregenz, den Grafen von Montfort und dem Stift St. Johann in Konstanz, bis nach mehreren Erbteilungen 1354 die Gemarkungsgrenzen festgelegt werden.
1810 kam Oberdorf zusammen mit dem Oberamt Tettnang an das Königreich Württemberg.
Während des Ersten Weltkriegs kamen zwischen 1914 und 1918 sechzehn Oberdorfer Männer ums Leben. Das Kriegerdenkmal bei der Pfarrkirche gedenkt ihrer; auf dem Sockel des Denkmals ist folgende Inschrift zu lesen: Die ihr im Frieden hier vorübergeht, gedenkt auch der Opfer aller Kriege.
Oberdorf wurde im Zuge der Gemeindereform am 1. April 1937 mit der Gemeinde Langenargen zusammengeschlossen.
Während des Zweiten Weltkriegs fielen 15 junge Männer aus Oberdorf, sechs gelten als vermisst. Für die Wehrmacht waren sie bis 1945 an verschiedenen Fronten im Einsatz. Auch ihnen wird durch das Kriegerdenkmal gedacht.

## Politik

### Einzieher, Ammänner, Schultheißen und Bürgermeister
In Oberdorf waren seit Mitte des 18. Jahrhunderts folgende Einzieher, Ammänner, (Ober-)Schultheißen und Bürgermeister im Amt:
- bis 1743: Jakob Maier, Einzieher; von Oberdorf
- 1743 bis 1768: Franz Josef Hillebrand, Einzieher; von Oberdorf
- 1768 bis 1805: Konrad Lanz (1738–1806), Einzieher, ab 1780 Ammann; von Oberdorf, Adler-Wirt
- 1805 bis 1843: Josef Lanz (1776–1843), Ammann, ab 1811 Oberschultheiß; von Oberdorf, Adler-Wirt, Sohn des Konrad Lanz
- 1844 bis 1883: Georg Kramer (1803–1883), Schultheiß; von Oberdorf
- 1883 bis 1899: Anton Kramer (1836–1904), Schultheiß; von Oberdorf, Bauer, Sohn des Georg Kramer
- 1899 bis 1918: Josef Dillmann (1861–1918), Schultheiß; von Oberdorf, Sägewerkbesitzer
- 1919 bis 1937: Karl Heimpel (1891–1956), Schultheiß, ab 1930 Bürgermeister; von Retterschen

### Einwohnerentwicklung
Tabelle: Einwohnerzahlen Oberdorfs (1834 bis 2013)
| Jahr      | 1834 | 1856 | 1910 | 2013 |
| --------- | ---- | ---- | ---- | ---- |
| Einwohner | 340  | 383  | 387  | ~800 |

In der Tettnanger Straße, Haus Nr. 17, hat die Geschäftsstelle des Gemeindeverwaltungsverbandes Eriskirch-Kressbronn a. B.-Langenargen ihren Sitz.

## Kultur

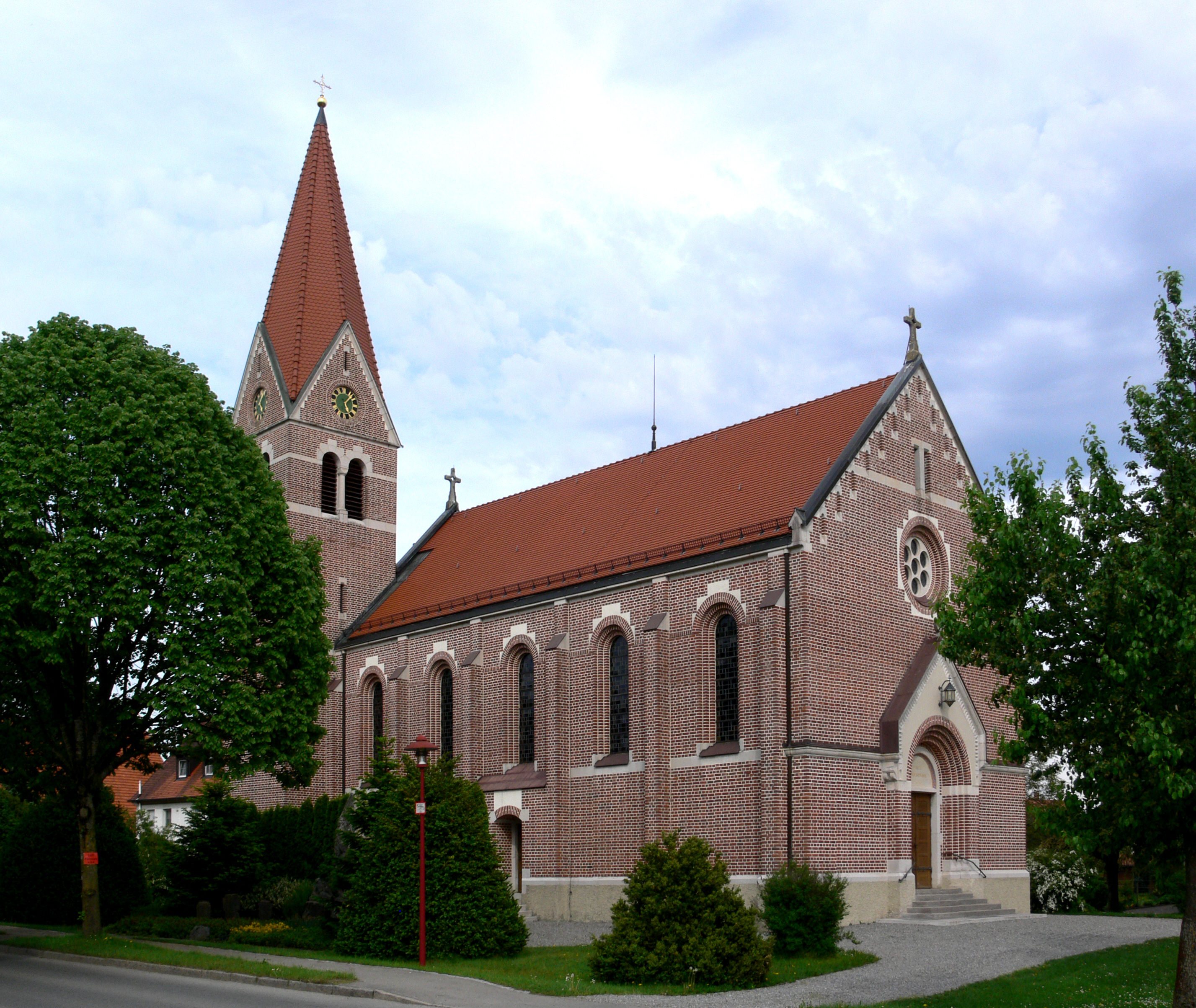
Pfarrkirche St. Wendelin

### Sehenswürdigkeiten

#### Pfarrkirche St. Wendelin
Die katholische Pfarrkirche St. Wendelin wurde im Jahre 1908 erbaut. An der Südwand zum Chor hängt ein Ölgemälde des Heiligen Wendelins, dem Schutzpatron der Hirten, Bauern und des Viehs, von Andreas Brugger.

#### Historische Gasthäuser
- Gasthof Adler: Ursprung im 16. Jahrhundert, seit 1710 in Besitz der Familie Lanz/Kugel; das Haus diente als Filmkulisse zu 31 SWR-Folgen der schwäbischen Fernsehserie „Der Eugen“.[2]
- Der Hirsch: Im Jahr 1783 wurde dem „kaiserlich, königlich, leibeigenen Untertanen Josef Brugger, Wirt in Oberdorf“ und seinen Erben das Hofgut zu Lehen gegeben. Der  Lehenbrief aus dem Jahr 1783 von seiner „römisch, kaiserlich, königlichen, apostolischen Majestät, Oberamtsräte der Reichsgrafen und Herrschaften von Tettnang, Argen und Schomburg“ ist noch heute im Gastraum ausgehängt und weist auf die alte Vergangenheit des Hauses hin. Seither sind Hofgut und Schankwirtschaft in Familienbesitz.[3]

## Wirtschaft und Infrastruktur

### Verkehr
Oberdorf liegt nördlich der Bundesstraße 31, durch den Ort verläuft die Kreisstraße 7706 (Langenargen-B467/Gießenbrücke).
Über Langenargen gehört Oberdorf dem Bodensee-Oberschwaben Verkehrsverbund (bodo) an. Mit dem Bus kann Oberdorf über die Linien 224 (Tettnang-Mariabrunn-Langenargen-Kressbronn-Tettnang), 225 (Tettnang-Kressbronn-Langenargen-Tettnang) und 7587 (RAB, Friedrichshafen-Langenargen-Kressbronn) erreicht werden.

### Bildungseinrichtungen
In Oberdorf gibt es im Erlenweg den katholisch geführten Kindergarten „St. Theresia“ und in der Tettnanger Straße eine Grundschule; sie besteht aus einer jahrgangsgemischten Klasse mit den Stufen 1 und 2.